# Genoveva (opera)
Genoveva è l'unica opera composta da Robert Schumann, a cui lavorò tra l'aprile del 1847 e l'agosto del 1848. Fu eseguita la prima volta allo Stadttheater di Lipsia il 25 giugno del 1850, con la direzione dell'autore.

## La trama

### Atto I
Sigfried, conte palatino, vuole unirsi alla campagna militare di Carlo Martello contro i Mori, in ciò incoraggiato dal vescovo Hidulfus. Prima di partire affida la cura del suo castello e della sua giovane moglie Genoveva all'amico Golo, che è segretamente innamorato di lei. Genoveva non regge al dolore per la partenza del marito e cade svenuta, Golo allora approfitta della situazione per baciarla di nascosto. Viene però sorpreso da Margarethe, una maga che fu sua nutrice. Golo vorrebbe dapprincipio cacciarla e ucciderla, costei però promette di mantenere il segreto e, anzi, prospetta a Golo una remota possibilità di vedere un giorno coronato il suo sogno d'amore. Scopo segreto della maga è infatti utilizzare l'innamoramento di Golo per vendicarsi del conte Siegfried.

### Atto II
È sera. Genoveva, sola e malinconica nella sua stanza, ascolta alcuni canti ingiuriosi dei servi che provengono da fuori. Entra Golo che le annuncia una grande vittoria dell'esercito franco; Genoveva gioisce alla notizia sperando che ciò preluda ad un pronto rientro dell'amato Siegfried. Per cacciare la malinconia chiede a Golo di cantare assieme a lei una dolce canzone. Costui si fa forza della tenera situazione venutasi a creare per confessare alla sua amata di averla baciata di nascosto e per tentare di abbracciarla. Genoveva però lo respinge con forza, arrivando a chiamarlo "bastardo senza onore". Tali parole tramutano improvvisamente l'amore di Golo in profondo odio. Strumento inconsapevole della sua vendetta è l'onesto maggiordomo Drago, che viene convinto da Golo a nascondersi nella camera di Genoveva per fugare le voci di una presunta infedeltà della sua signora. Con la complicità di Margaretha Golo fa poi sopraggiungere sul posto i servi del conte, i quali scambiano Drago per l'amante della giovane sposa e lo uccidono. Su ordine di Golo Genoveva viene incarcerata come adultera.

### Atto III
Dopo la vittoria dei franchi, Siegfried è trattenuto a Strasburgo da una lieve ferita di guerra. È impaziente di poter tornare nel suo castello e poter riabbracciare la moglie Genoveva, invece Margaretha (giunta nel frattempo a Strasburgo) cerca di trattenerlo lontano da casa, e gli parla di uno specchio magico attraverso il quale è possibile vedere le cose che sono successe nel passato. Sopraggiunge Golo che informa Siegfried del tradimento della moglie. Il conte, disperato, si precipita la sera stessa a casa di Margaretha per poter avere tramite lo specchio magico le prove dell'infedeltà di Genoveva. La maga fa dunque apparire tre visioni ingannevoli: nella prima si vede il giardino del castello durante il giorno e in esso Genoveva che si intrattiene amichevolmente con Drago, nella seconda appare lo stesso giardino la sera con Drago e Genoveva che siedono soli, alla terza visione (ambientata di notte) Siegfried si infuria e nel partire comanda a Golo di compiere la sua vendetta su Genoveva. A Margaretha rimasta sola appare però improvvisamente lo spirito del defunto Drago che, mostrandole i tormenti infernali, le impone di rivelare a Siegfried i suoi inganni.

### Atto IV
Genoveva è trascinata da Caspar e Balthasar attraverso un selvaggio territorio roccioso, dove la giovane dovrà essere giustiziata. Nella più cupa disperazione Genoveva rivolge alla Madonna una fervente preghiera. Giunge Golo e mostra alla donna la spada e l'anello di Siegfried, segno che il conte approva la condanna. Tenta poi nuovamente di stringere a sé Genoveva, promettendo di salvarle la vita in cambio del suo amore, ma costei rifiuta sdegnosamente; Golo perciò si allontana lasciando che siano Caspar e Baltasar ad eseguire la sentenza. I due si apprestano dunque ad uccidere la giovane, ma esitano quando Genoveva si rifiuta di discostarsi dalla croce. Tale esitazione è determinante: infatti si ode subitamente un suono di corno che annuncia l'arrivo di Siegfried, cui Margaretha ha rivelato tutti gli inganni. I due sposi si possono così finalmente riabbracciare; il vescovo Hidulfus, nel castello del conte, celebra il ricongiungimento di Siegfried e Genoveva tra il tripudio generale.

## Schema musicale
Sebbene l'opera sia divisa in numeri, la musica all'interno di ciascun atto (o scena) procede senza soluzione di continuità tra un brano e l'altro.
- Ouverture

### Atto I
1. Coro e recitativo «Erhebet Herz und Hände» (Coro, Hidulfus)

2. Recitativo e aria «Könnt' ich mit ihnen! Weiht' auch mich» (Golo)

3. Duetto «So wenig Menden erst, dass ich fand» (Siegfried, Genoveva)

4. Recitativo «Dies gilt uns! Zu euch noch» (Siegfried)

5. Coro «Auf, auf in das Feld» (Coro)

6. Recitativo e scena «Der rauhe Kriegsmann» (Golo)

7. Finale «Sieh' da, welch' feiner Rittersmann» (Margaretha, Golo)

### Atto II
8. Scena, coro e recitativo «O weh' des Scheidens, das er that» (Genoveva, Coro di servi, Golo)

9. Duetto «Wenn ich ein Vöglein wär'» (Genoveva, Golo)

10. Duetto e scena «Dem Himmel Dank, dass ich Euch finde» (Golo, Drago, Margaretha, Genoveva)

11. Aria «O du, der über Alle wacht» (Genoveva)

12. Finale «Sacht, sacht, sacht aufgemacht» (Coro dei servi e serve, Genoveva, Golo, Drago, Balthasar)

### Atto III
13. Duetto «Nicths hält mich mehr» (Siegfried, Margaretha)

14. Recitativo, Lied, duetto «Ja wart' du bis zum jüngsten Tag» (Siegfried, Golo)

15. Finale «Ich sah ein Kind im Traum» (Margaretha, Siegfried, Golo, Coro)

### Atto IV
16. Scena, Lied e aria «Steil und steiler ragen die Felsen» (Genoveva, Balthasar, Caspar, Coro)

17. Scena «Kennt Ihr den Ring» (Genoveva, Golo)

18. Recitativo, terzetto e scena «Weib, heuchelt nicht im letzten Augenblick» (Genoveva, Caspar, Balthasar, Coro)

19. Duetto «O lasses ruh'n dein Aug' auf mir» (Siegfried, Genoveva)

20. Coro doppio «Bestrent den Weg mit grünen Main» (Coro)

21. Finale «Seid mir gegrüsst nach schwerer Prüfung Tagen» (Hidulfus, Genoveva, SIegfried, Coro)

## Discografia
| Anno | Cast (Siegfried, Genoveva, Golo, Margaretha, Drago)                                    | Coro, orchestra e direttore                                                                |
| ---- | -------------------------------------------------------------------------------------- | ------------------------------------------------------------------------------------------ |
| 1976 | Dietrich Fischer-Dieskau, Edda Moser, Peter Schreier, Gisela Schröter, Siegfried Vogel | Rundfunkchor Berlin, Gewandhausorchester Leipzig, Kurt Masur                               |
| 1992 | Alan Titus, Julia Faulkner, Keith Lewis, Renate Behle, Carl Schultz                    | Chor der Hamburgischen Staatsoper, Philharmonisches Staatsorchester Hamburg, Gerd Albrecht |
| 1996 | Oliver Widmer, Ruth Ziesak, Deon van der Walt, Marjana Lipovšek, Thomas Quasthoff      | Arnold Schoenberg Chor, Chamber Orchestra of Europe, Nikolaus Harnoncourt                  |

## Videografia
| Anno | Cast (Siegfried, Genoveva, Golo, Margaretha, Drago)                         | Coro, orchestra e direttore                                 | Regista      |
| ---- | --------------------------------------------------------------------------- | ----------------------------------------------------------- | ------------ |
| 2008 | Martin Gantner, Juliane Banse, Shawn Mathey, Cornelia Kallisch, Alfred Muff | Coro e orchestra dell'Opera di Zurigo, Nikolaus Harnoncourt | Martin Kušej |